# Les Hussards (mouvement littéraire)
Pour les articles homonymes, voir Hussard (homonymie).
L'expression « les Hussards » désigne un mouvement littéraire français des années 1950 et 1960, qui portait l'amour du style et l'impertinence en étendard.
Les écrivains rattachés à ce mouvement ne se sont pas donné ce nom eux-mêmes et n'ont pas prétendu constituer un groupe. Ils forment un ensemble hétéroclite que distinguent cependant certains traits communs, tels que le goût d'un style bref et incisif, un anticonformisme volontiers insolent, la reconnaissance de maîtres dans des écrivains comme le cardinal de Retz, Stendhal, Alexandre Dumas ou le duc de Saint-Simon, voire  politiquement le soutien à l'Algérie française. Ils s'opposaient à l'existentialisme sartrien, alors puissant, qui proclamait que « l'art pour l'art est un appel stérile à la liberté ».
Placé sous le patronage de Jacques Chardonne et Paul Morand, le noyau dur du mouvement compte Antoine Blondin, Michel Déon, Jacques Laurent et Roger Nimier, son chef de file, dont le roman Le Hussard bleu a donné son nom au mouvement.

## Genèse
Les revues littéraires sont dans les années 1950 le terrain d'affrontements où l'on s'étrille à coups de pamphlets. Dans un article publié dans la revue Les Temps modernes, le journaliste et jeune secrétaire de Jean-Paul Sartre, Bernard Frank (alors âgé de 25 ans), vise ce « groupe de jeunes écrivains que, par commodité, je nommerai fascistes. Blondin, Laurent en sont les prototypes ». Il décrit les « Hussards » en successeurs des « Grognards ».
Ces écrivains ont noué des amitiés au hasard de rencontres littéraires, chez des éditeurs (notamment Gallimard) et dans des cafés du quartier de Saint-Germain-des-Prés, au Bar du Pont-Royal, au Bar Bac ou Aux Assassins, un petit restaurant de la rue Jacob aujourd'hui disparu. Ils vivaient souvent, ainsi que des peintres et artistes qu'ils fréquentaient, dans des petits hôtels modestes aux alentours de l'église Saint-Germain-des-Prés.
Ce récit mythologique est contesté par Michel Déon dans un entretien avec le journaliste Jean-Luc Delblat, publié en 1994 dans Le Métier d’écrire : 

« Nimier et Laurent ne s'aimaient guère, de même que Blondin et Laurent. Nous étions très différents. D'ailleurs les écrits de chacun témoignent de cette profonde divergence, bien que nous ayons été rassemblés un jour, par hasard, à l'occasion des préfaces à un livre d'André Fraigneau... Nous avons aussi été réunis par Jacques Laurent, dans la revue La Parisienne. Mais les « Hussards » n'ont jamais existé... »

Jacques Laurent est encore plus critique, avouant chez Lipp, en sortant des funérailles d'Antoine Blondin, à son ami Delblat : 

« C'était une connerie à l'état pur de nous avoir réunis littérairement... Nous n'avions pas du tout la même écriture, ni la même composition et ni la même inspiration. Cet emploi du mot ‟droite” m'a agacé, car il n'avait aucun rapport avec la politique : ‟Nous faisions partie de la droite littéraire, parce que nous étions pour le singulier contre le pluriel”, comme disait Cocteau. C'est par boutade que Bernard Frank a groupé Nimier, Blondin et moi. Et puis on y a adjoint Déon. On finira peut-être par adjoindre Bernard Frank à la liste... »

Ce nom de « Hussards » vient du roman de Roger Nimier, Le Hussard bleu (1950), le chef de file de ces écrivains, et fait écho à la mode des hussards lancée par la conjonction de sa parution et de celle du Hussard sur le toit de Jean Giono (1951).

## Écrivains «Hussards»
Placé sous le double patronage de Jacques Chardonne et Paul Morand, ce groupe est composé d'un noyau dur qui comprend Antoine Blondin, Michel Déon, Jacques Laurent, et Roger Nimier pour chef de file, « le premier de la classe » selon François Nourissier.
Antoine Blondin en parle ainsi : 

« À côté d'autres manifestations, nous étions quatre à créer une sorte de club : Roger Nimier, Jacques Laurent, Michel Déon et moi. »

Il a toutefois explicitement nié qu'il y ait jamais eu une école ou un mouvement hussard, déclarant clairement lors de son entretien avec Emmanuel Legeard en 1989 :

« Ce sont les ‟hussards” qui sont une invention. Une invention ‟sartrienne”. En réalité, l'histoire, c'est mon ami Frémanger, qui s'était lancé dans l'édition, qui avait un seul auteur, c'était Jacques Laurent, et un seul employé, c'était moi. Laurent écrivait, et moi je ficelais les paquets de livres. Donc on se connaissait, on était amis, et d'autre part !... D'autre part, Roger Nimier était mon meilleur ami. Nimier, je le voyais tous les jours. Je l'ai vu tous les jours pendant treize ans. Mais Laurent et Nimier ne se fréquentaient pas du tout. Ils avaient des conceptions très différentes. On n’a été réunis qu'une seule fois. On s'est retrouvés rue Marbeuf, au Quirinal, pour déjeuner. On a discuté de vins italiens et de la cuisson des nouilles. Pendant deux heures. »

Les autres écrivains refusèrent également cette étiquette de « hussard ». Michel Déon, dans Bagages pour Vancouver, et Jacques Laurent, dans Histoire égoïste, ont même nié l'existence du groupe. Néanmoins les Hussards se connaissaient bien et certains d'entre eux étaient très liés, Nimier et Blondin en particulier.
D'autres auteurs ont pu être rattachés au groupe : Geneviève Dormann, Kléber Haedens, Stephen Hecquet, Roland Laudenbach, Félicien Marceau, François Nourissier, Jacques Perret, André Fraigneau, Willy de Spens ou encore Guy Dupré.

En 1979, en réponse au discours de réception prononcé par Michel Déon sous la coupole de l'Académie Française, Félicien Marceau dit des Hussards : 

« Sous cette appellation, issue du titre d’un des romans de Roger Nimier, Le Hussard bleu, la manie classificatrice a rangé quelques écrivains qui, bien qu’ils eussent chacun leur tempérament propre et leur originalité, présentaient, il est vrai, quelques traits communs. Et d’abord celui d’avoir à peu près le même âge et d’avoir débouché dans la littérature à peu près dans le même temps. D’autres traits communs venaient s’y ajouter : une turbulence, une désinvolture qui pouvait aller jusqu’à l’espièglerie, une certaine façon d’aborder les sujets par un biais surprenant, un irrespect pour les tabous de l’époque, le dédain des doctrines, le goût d’une écriture vive, rapide, volontiers insolente, une certaine manière de prendre la littérature comme un plaisir plus que comme un devoir. »

## L'aventure deLa Table ronde, en opposition auxTemps modernes
Les Hussards ont en commun d'avoir participé à La Table ronde, revue liée à la maison d'édition du même nom, créée par Roland Laudenbach à la Libération de Paris, pour faire pièce à la revue sartrienne Les Temps modernes. François-Martin Salvat crée le logo et dessine la maquette rouge et blanche. Contribuent à cette revue des écrivains comme François Mauriac, Thierry Maulnier, André Fraigneau, Jean Anouilh, Jean Cocteau (qui trouve le nom de la revue), Paul Morand, Jacques Chardonne, Jean Giono, Marcel Jouhandeau, Henry de Montherlant, Jean Paulhan puis Alphonse Boudard ou Gabriel Matzneff.
Une grande partie des premiers ouvrages des Hussards y ont été publiés avec des pamphlets contre le général de Gaulle, comme Mégalonose de Michel Déon, Mauriac sous de Gaulle et Offenses au chef de l'État de Jacques Laurent, ainsi que toute l’œuvre romanesque et journalistique d'Antoine Blondin. À la disparition de son fondateur  en 1991, la Table ronde est dirigée par Denis Tillinac, Jean-François Colosimo puis Alice Déon, la fille de Michel Déon.
Les Hussards, formés par les lectures picaresques de Stendhal ou Dumas, se sont opposés au Nouveau roman, étrillé par Jacques Laurent dans Le Métier d’écrire lors de son entretien avec Jean-Luc Delblat en 1994 :

« Le Nouveau Roman, j'en pense tout le mal possible. Maintenant, c'est fini. Personne n'y croit plus. Ils survivent en faisant des conférences aux États-Unis ou en Australie. Il faudra attendre, pour en finir, que les étudiants formés à cette école prennent leur retraite de professeur. Sartre survit aussi de la même façon. Comme canular, le Nouveau Roman était réussi. Je suis persuadé que Robbe-Grillet est un type très drôle et qu'il en est très conscient. Mais ce fut assez dangereux. Les jeunes écrivains qui débutaient entre les années cinquante ou soixante ont eu d'abord sur le dos une théorie sartrienne, qui leur disait qu'il fallait s'engager, servir la cause du prolétariat, etc. Puis on leur a dit qu'il ne fallait plus de héros, de personnage ou d'intrigue. Ça a certainement stérilisé des écrivains potentiels. »

## Poétique des Hussards
L’une des particularités des Hussards réside dans leur style : adeptes d'un style rapide et incisif, de phrases courtes dites « définitives ». Dans son article séminal, Grognards & Hussards, Bernard Frank décrit leur style : « Ils se délectent de la phrase courte dont ils se croient les inventeurs. Ils la manient comme s'il s'agissait d'un couperet. À chaque phrase il y a mort d'homme. ». L'écrivain François Dufay leur reconnait avant tout « l'amour du style ; un  style bref, cinglant, ductile ».
Les Hussards rejettent les modes contemporaines tout en s'inscrivant dans une certaine tradition littéraire. Ils se reconnaissent dans une lignée d'écrivains allant du cardinal de Retz et du duc de Saint-Simon à Paul Morand et Marcel Aymé, en passant par Stendhal et Alexandre Dumas. Au panthéon des Hussards figuraient également Georges Bernanos (pour Nimier) ou Joseph Conrad (pour Déon).

## Droite littéraire, anti-gaullisme
Le mouvement des Hussards comprend des expressions de la droite littéraire. S'il a peu de rapport avec l'Action française d'avant-guerre, ses deux parrains Jacques Chardonne et Paul Morand n'ont rien renié de leurs idées de jeunesse .
Roger Nimier, Antoine Blondin, Jacques Laurent, Michel Déon et Roland Laudenbach soutiennent l'Algérie française, en opposition à la politique algérienne du général de Gaulle. En octobre 1960, ils signent le Manifeste des intellectuels français pour la résistance à l'abandon qui paraît le 7 dans Le Figaro et recueille 300 signatures de personnalités prestigieuses, dont nombre d'anciens résistants comme Gabriel Marcel ou le maréchal Juin. Le Manifeste des Intellectuels français s'oppose au Manifeste des 121, qui avait été publié à l'instigation de Maurice Blanchot, puis propagé par Jean-Paul Sartre et Marguerite Duras comme un appel explicite à la désertion et à l'intelligence avec l'ennemi.
Le Manifeste des Intellectuels français déclare : « C’est une imposture de dire ou d’écrire que la France combat le peuple algérien dressé pour son indépendance. La guerre en Algérie est une lutte imposée à la France par une minorité de rebelles fanatiques, terroristes et racistes, armés et soutenus financièrement par l’étranger ».

## Hussards de gauche
Deux critères ont conduit, ensemble ou séparément, à parler de « hussards de gauche » pour désigner des écrivains socialistes ou communistes :
- la référence à Stendhal comme modèle littéraire et moral (facture romanesque traditionnelle, hédonisme individualiste, mépris aristocratique des conventions et héroïsme pour l'héroïsme) ;
- la collaboration au journal de Jacques Laurent, La Parisienne , qui récuse le clivage gauche-droite et invite toutes les tendances à s'exprimer pourvu  qu'elles ne soient pas maurrassiennes ou sartriennes : « mendésistes » comme François Nourissier[14], marxistes comme Claude Roy ou Roger Vailland, etc.

Il y a ainsi des « hussards » marxistes, dont les plus célèbres sont le poète et essayiste Claude Roy et le « bolchevik stendhalien » Roger Vailland qui, « fascinés par les figures de Julien Sorel et de Fabrice del Dongo » (officiers des Hussards), « défendent l'idée que l'individu a un droit au bonheur tel qu'il peut s'adonner au plaisir et au mépris » et « soutiennent, face à [des marxistes] plus orthodoxes, que l'idée neuve de Saint-Just n'a rien perdu de son éclat, que l'individu et son bonheur doivent être les fins dernières de la politique. » C'est aussi en tant « qu'artisans d'un roman historique de facture classique » que Claude Roy et Roger Vailland sont accusés par les partisans du Nouveau roman d'être des « hussards », c'est-à-dire des réactionnaires. Leur participation à La Parisienne, à l'invitation de François Nourissier, achevera de confirmer leur image de « hussards de gauche », pourtant très approximative. Claude Roy apportera sa signature au Manifeste des 121.

## Postérité

### Les «Néo-Hussards» des années 1980-1990
Un groupe d'écrivains, réunis autour de la revue Rive droite, a revendiqué dans les années 1980-90 une filiation avec les Hussards. Il était composé notamment de Patrick Besson, Eric Neuhoff et Denis Tillinac, qui dirigea entre 1992 et 2007 les éditions de La Table ronde. L'expression de « néo-Hussards » a été employée à leur sujet. Adeptes d'un style sec et coupant, ils se distinguaient néanmoins de leurs aînés sur le plan politique. Aucun d'entre eux ne s'est jamais réclamé de l'Action française et l'un d'entre eux, Denis Tillinac, s'est toujours défini comme un gaulliste de cœur et de raison.

### Prix littéraires
Le prix des Hussards est créé en 2013 par Christian Millau, le plus jeune de la bande d'Opéra. Cofondateur du guide gastronomique Gault & Millau, il est un témoin de l'aventure littéraire des Hussards qu'il raconte dans Au galop des Hussards (Éditions de Fallois, 1999). Ce prix récompense un roman « élégant, incisif et allergique à la pensée béton pour tous » et « a pour dessein de mettre en valeur la singularité et l’amour de la liberté ». On compte dans le jury Claude Cabanes (remplacé après son décès par Jérôme Leroy), Bruno de Cessole, Philippe Bilger, Jean des Cars, François Cérésa, Éric Naulleau, Yves Thréard et Jean Tulard.
Le prix Roger-Nimier est créé en 1963 à l'initiative d'André Parinaud et de Denis Huisman. Il récompense un jeune auteur dont l'esprit s'inscrit dans la lignée de l'œuvre littéraire de Roger Nimier, chef de file des Hussards.

### Autres hommages
Le comédien, auteur et promoteur des belles-lettres Fabrice Luchini rend régulièrement hommage à ce mouvement littéraire.
Un cercle littéraire, association loi de 1901, le Club Roger Nimier, rend hommage à son chef de file.